# Cantó de Le Portel
El cantó de Le Portel és un cantó francès del departament del Pas de Calais, situat al districte de Boulogne-sur-Mer. Té 2 municipis i el cap és Le Portel.

## Municipis
- Boulogne-sur-Mer (part)
- Le Portel

## Història
| Data d'elecció                           | Identitat           | Partit | Qualitat |
| ---------------------------------------- | ------------------- | ------ | -------- |
| 1992-1998                                | Jean Muselet        | RPR    |          |
| 1998-2004                                | Laurent Feutry      | UDF    |          |
| 2004-2007                                | Frédéric Cuvillier  | PS     |          |
| 2007-                                    | Jean-Claude Étienne | PS     |          |
| les dades anteriors no són pas conegudes |                     |        |          |
|                                          |                     |        |          |